# 薩洛蒙冰川
54°47′S 35°54′W / 54.783°S 35.900°W
薩洛蒙冰川（德語：Salomon-Gletscher），是南極洲的冰川，位於南喬治亞島東端，最終注入漢密爾頓灣，由德國探險隊繪入地圖，現時由英國海外領土管轄。